# Akbash
L'Akbash (en turc Akbaş signifiant tête blanche) est une race de chiens originaire de l'Anatolie, en actuelle Turquie occidentale.

## Histoire
L'Akbash est une race ancienne de chien de berger, utilisé en Anatolie pour la protection des troupeaux contre les attaques des prédateurs (loups et ours). Il rejoint ainsi la famille des chiens de berger d'Anatolie dont le Karabash (tête noire en turc) est le plus connu.
L'Akbash est aussi lié avec des chiens semblables comme l'Aïdi ou le chien de montagne des Pyrénées. Selon l'association canine Akbash Dogs International, les attributs physiques et comportementaux de l'Akbash montreraient que ce dernier serait un croisement ancien entre le Mastiff et le lévrier donnant un chien imposant, puissant mais rapide. 
Depuis que deux chercheurs américains, David et Judy Nelson, sont allés en Turquie dans les années 1970 pour étudier l'Akbash et ont ramené 40 de ces chiens aux États-Unis pour créer un cheptel américain, l'Akbash est devenu mondialement connu auprès des acteurs du monde pastoral.
Il est ainsi reconnu comme une race homogène par la Fédération canine de Turquie (KIF), membre associé de la Fédération Cynologique Internationale (FCI), et par l'United Kennel Club (UKC) des États-Unis.
En Turquie, son nom complet est Akbaş Çoban Köpeği, signifiant chien de berger à tête blanche, ou plus simplement Akbaş. Il est aussi surnommé l'ours blanc de Turquie. 

## Aspect général
L'Akbash est de forte taille, bien planté, grand (moins que le berger d'Anatolie), puissant de construction. C'est un chien de garde de troupeaux, à la tête large et forte, doté d’un poil double et dense. Il doit être à la fois grand et vigoureux. Il est très rapide. Il se caractérise par sa robe blanche.

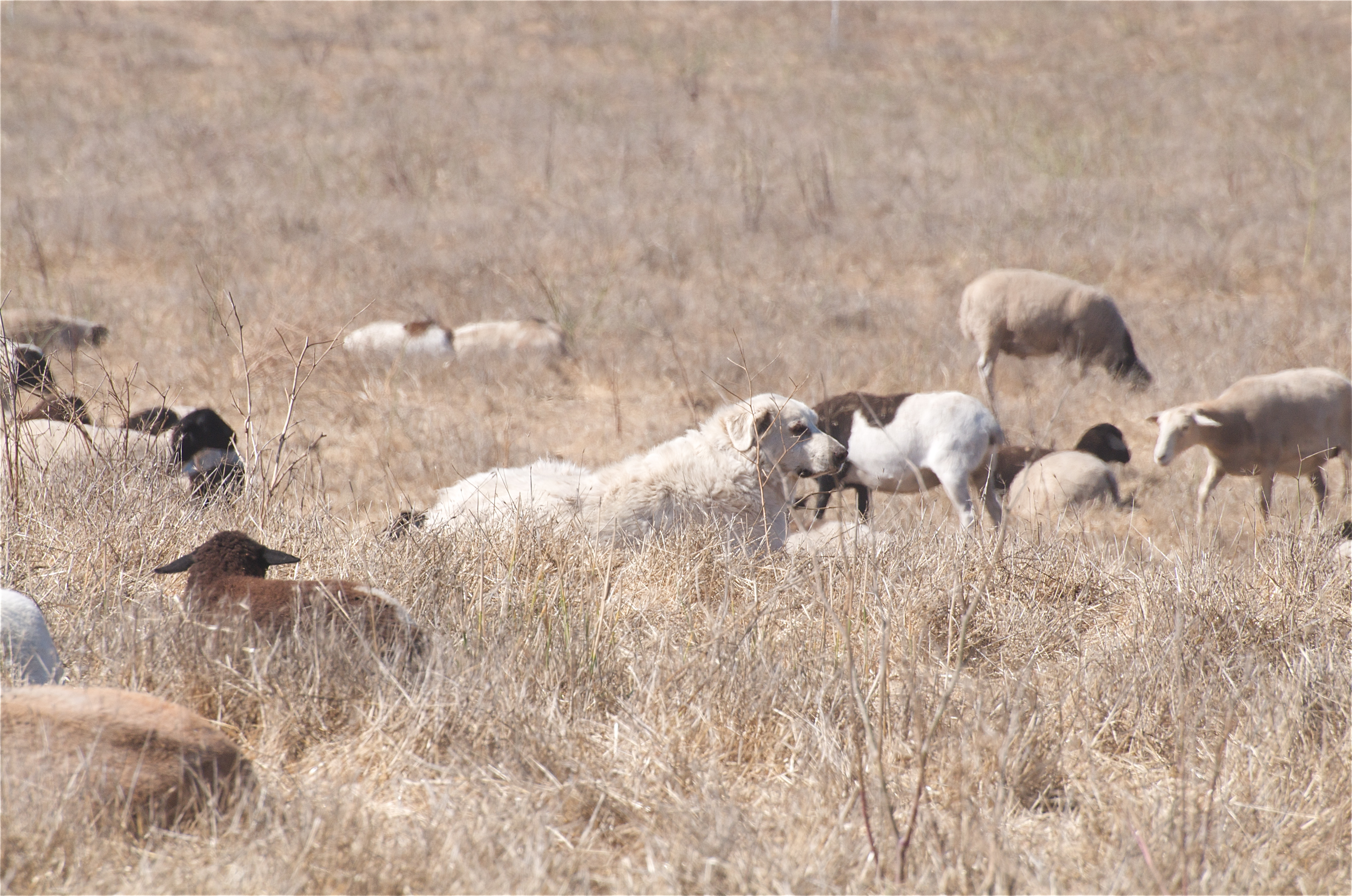
Un Akbash au travail.

En Turquie, dans le cadre du travail, l'Akbash fait l'objet d'une coupe systémique des oreilles et parfois de la queue. Souvent, ces chiens ont aussi un collier avec col clouté et rivets pointus comme pour les bergers d'Anatolie. Tout cela dans le but d'avantager le chien lors des confrontations avec les prédateurs.

## Caractère
L'Akbash est courageux, intelligent, très indépendant, proche de ses maîtres et méfiant avec les étrangers. L'Akbash est avant tout un chien de travail et ne peut donc pas être utilisé comme un chien de compagnie sauf exceptions.  
Aux États-Unis, ce chien est préféré au Karabash car c'est un chien "écologique", c'est-à-dire qu'il ne pourchasse pas les prédateurs pour les tuer mais préfère rester auprès du troupeau pour le protéger en effrayant les intrus.

## Santé
L'Akbash a une espérance de vie en moyenne de 10 ans mais il peut vivre beaucoup plus longtemps. Si la sélection dans le cadre de l'élevage est médiocre, ce chien peut faire l'objet de signes de dysplasie de la hanche comme la plupart des grands chiens. 